# Donald MacBride
Donald Hugh MacBride (* 23. Juni 1889 in Brooklyn, New York; † 21. Juni 1957 in Los Angeles, Kalifornien) war ein US-amerikanischer Schauspieler.

## Leben und Karriere
Donald MacBride arbeitete über Jahrzehnte als Schauspieler in Vaudeville-Shows und Broadway-Stücken, unter anderem bei den George White’s Scandals. In seiner Jugend betätigte er sich auch als Sänger und nahm sogar eine Schallplatte auf. Seit dem Jahr 1914 betätigte sich MacBride auch als Schauspieler in zumeist komödiantischen Stummfilmen, unter anderem spielte er an der amerikanischen Westküste in den Vitagraph-Filmen mit Mr. & Mrs. Sidney Drew. Anfang der 1930er-Jahre spielte er in Kurzfilm-Komödien neben Stars wie George Burns, Gracie Allen, Bob Hope und Shemp Howard.
In das Zentrum der amerikanischen Filmindustrie nach Hollywood gelangte MacBride allerdings erst 1938: An der Seite der Marx Brothers spielte er in Room Service einen aufgeregten Hotelmanager, diese Rolle hatte er bereits zuvor ab 1937 am Broadway gespielt. Durch Room Service konnte sich der „Bulldogen-gesichtige“ MacBride als Nebendarsteller in Hollywood etablieren. In den folgenden Jahren spielte er oft verwirrte, frustrierte und komisch wirkende Figuren – mehrfach Detektive, Offiziere, Hotelmanager oder Anwälte. Er spielte unter anderem in vier Komödien an der Seite des Komikerduos Abbott und Costello. In Kriminalfilmen wie Entscheidung in der Sierra (1941, als Gangsterboss), Der gläserne Schlüssel (1942, als Staatsanwalt) und Rächer der Unterwelt (1946, als Manager einer Versicherung) übernahm er allerdings auch ernstere Rollen.
Mit Beginn der 1950er-Jahre spielte er in weniger Filmen, stattdessen war er vermehrt beim US-Fernsehen tätig. Seine letzte Filmrolle übernahm MacBride 1955 als jovialer Vorgesetzter von Tom Ewell in Billy Wilders Komödie Das verflixte 7. Jahr. Zwischen 1914 und 1956 absolvierte er insgesamt über 160 Film- und Fernsehauftritte. Donald MacBride starb 1957 nach einjähriger Krankheit und hinterließ seine langjährige Ehefrau Esther und einen Stiefsohn.

## Filmografie (Auswahl)
- 1914: The Royal Wild West (Kurzfilm)
- 1919: The Capitol
- 1930: Animal Crackers
- 1932: The Misleading Lady
- 1938: Room Service
- 1939: The Story of Vernon and Irene Castle
- 1939: Blondie Takes a Vacation
- 1939: Charlie Chan auf der Schatzinsel (Charlie Chan at Treasure Island)
- 1940: Nordwest-Passage (Northwest Passage)
- 1940: Hit Parade of 1941
- 1940: Charlie Chan: Mord über New York (Murder Over New York)
- 1940: Meine Lieblingsfrau (My Favorite Wife)
- 1940: Die unsichtbare Frau (The Invisible Woman)
- 1941: Reich wirst du nie (You’ll Never Get Rich)
- 1941: Topper 2 – Das Gespensterschloß (Topper Returns)
- 1941: Urlaub vom Himmel (Here Comes Mr. Jordan)
- 1941: Schrecken der zweiten Kompanie (You're in the Army Now)
- 1941: Louisiana Purchase
- 1941: Love Crazy
- 1941: Entscheidung in der Sierra (High Sierra)
- 1942: Meine Schwester Ellen (My Sister Eileen)
- 1942: Der gläserne Schlüssel (The Glass Key)
- 1942: A Night to Remember
- 1945: Der dünne Mann kehrt heim (The Thin Man Goes Home)
- 1945: Abbott und Costello in Hollywood (Abbott and Costello in Hollywood)
- 1946: Feind im Dunkel (The Dark Corner)
- 1946: The Time of Their Lives
- 1946: Rächer der Unterwelt (The Killers)
- 1946: Zwei Sprengstoffverkäufer (Little Giant)
- 1947: Das Ei und ich (The Egg and I)
- 1947: Good News
- 1947: Zwei trübe Tassen – vom Militär entlassen (Buck Privates Come Home)
- 1951: Der Prügelknabe (The Stooge)
- 1951: Drei Frauen erobern New York (Two Tickets to Broadway)
- 1951: Karneval in Texas (Texas Carnival)
- 1952: Zu allem entschlossen (Meet Danny Wilson)
- 1952: Seemann paß auf (Sailor Beware)
- 1952/1953: My Friend Irma (Fernsehserie, 2 Folgen)
- 1955: Das verflixte 7. Jahr (The Seven Year Itch)
- 1956: The Ford Television Theatre (Fernsehserie, 1 Folge)